# Марина Кољубајева
Марина Кољубајева (Београд, 2. новембар 1950 — Београд, 13. март 2004) била је српска глумица.
Била је удата за познатог глумца Петра Божовића.

## Филмографија
| Год.       | Назив                                  | Улога              |
| ---------- | -------------------------------------- | ------------------ |
| 1960.-те   |                                        |                    |
| 1968.      | Вишња на Ташмајдану                    |                    |
| 1970.-те   |                                        |                    |
| 1971.      | Домовина у песмама (кратак филм)       |                    |
| 1972.      | Шешир професора Косте Вујића (ТВ)      | Мирјана Маринковић |
| 1972.      | Сами без анђела (ТВ)                   |                    |
| 1972.      | Петак вече (ТВ)                        |                    |
| 1973.      | Невен (серија)                         |                    |
| 1974.      | Легенда о Карасу (ТВ)                  |                    |
| 1978.      | Молијер (ТВ)                           |                    |
| 1979.      | Ти међутим стојиш на великој реци (ТВ) |                    |
| 1977-1979. | Вага за тачно мерење (серија)          | Мара               |
| 1980.-те   |                                        |                    |
| 1982.      | Приче преко пуне линије (серија)       |                    |
| 1983.      | Мртви се не враћају (мини-серија)      |                    |
| 1984.      | Шта се згоди кад се љубав роди         |                    |
| 1987.      | Бољи живот (серија)                    |                    |